# Galileo Galilei
Galileo Galilei (født 15. februar 1564, død 8. januar 1642) var en italiensk filosof, fysiker og astronom. Han var en af pionererne inden for astronomi og var, ligesom sin far, også en ferm lutenist.
Galilei blev født i Pisa, Italien, studerede medicin ved universitetet i Pisa og blev senere professor i matematik i Padova. Her opdagede han efter at have forbedret universitetets teleskop Månens kratere og Jupiters måner.
I 1610 sad Galileo Galilei i sit observationstårn med et hjemmelavet teleskop. Da han rettede det mod solen opdagede han solpletter, som er områder af den synlige overflade, som er omkring 2.000 grader koldere end resten af overfladen. Han observerede tre punkter på himlen i en lige linje, der bevægede sig forkert. Solpletterne ligner mørke områder på solskiven, men de ser kun mørke ud, fordi de er koldere end omgivelserne. Han troede, at det var stjerner, men fandt senere flere af disse prikker og konkluderede, at det måtte være en slags planeter - måner - der kredsede omkring Jupiter. Derfor blev Jupiters fire største og mest kendte måner, Io, Europa, Ganymedes og Callisto, opkaldt efter ham som "de galileiske måner".
Desuden observerede han Venus' faser og konkluderede, at planeterne cirkler omkring Solen snarere end omkring Jorden. Han kom med væsentlige bidrag til emner som bevægelse (lov om legemers fald), materialestyrke samt udvikling af videnskabelig metode.
Galilei er også kendt som eksperimentalfysikkens fader og udfordrede den gældende viden, der primært baserede sig på Aristoteles' værker. Eksempelvis undersøgte han det frie fald og var i stand til at modbevise Aristoteles' teori om, at tunge genstande falder hurtigere end lette. Han formulerede faldloven:
{\displaystyle s={\frac {1}{2}}\cdot g\cdot t^{2}}
hvor s er den faldne strækning, g er tyngdeaccelerationen, og t er faldtiden.
I relation til bevægelseslære formulerede Galilei desuden Galilei-transformationerne, der beskriver måden, hvorpå bevægelser ses fra forskellige udgangspunkter; disse betragtninger skulle blive grundlæggende for den klassiske mekanik.
I august 1609 byggede Galilei sin første kikkert. Han havde hørt om, men ikke set, konstruktioner af kikkerter i Nederlandene, lavet af Hans Lippershey i 1608. Der er tale om en teaterkikkert med en spredelinse som okular. Den ret korte og lette kikkert gav en god klarhed, men forstørrede kun 2-3 gange. Det var Galilei, der gjorde teleskopet berømt. I august 1609 var det lykkedes ham at konstruere en kikkert med op til 8 ganges forstørrelse, som han præsenterede for det venetianske senat. I oktober-november kunne han rette sit første reelle teleskop mod himlen. Det kunne forstørre 30 gange, og det var med dette teleskop, han studerede Månen, opdagede fire af Jupiters måner, og præciserede stjernetågede pletter til stjerner. Han udgav i marts 1610 værket Sidereus Nuncius, som han fandt mange nye opdagelser ved hjælp af. Opdagelserne fik ham til at gå ind for Kopernikus' heliocentriske verdensbillede, med Solen som centrum, og Jorden i kredsløb omkring den og om sin egen akse.
Dette skabte et voldsomt røre hos den katolske kirke, som tvang ham til at afstå fra sine synspunkter og medgive, at Jorden var Universets centrum. Dette blev dog gjort med fingrene krydset på ryggen. Galilei blev idømt fængsel, men dagen efter blev straffen ændret til husarrest. I sine sidste leveår skrev han hovedværket om den mekaniske fysik.
Pave Johannes Paul II erkendte i 1992 formelt, efter 13 års kommissionsundersøgelse, at det var forkert af den katolske kirke at dømme Galilei for sin påstand om, at Jorden bevæger sig omkring Solen.